# فرد هوف
فرد هوف (بالإنجليزية: Fred Hough)‏ هو لاعب كرة قدم بريطاني، ولد في 23 ديسمبر 1935 في ستوك أون ترينت في المملكة المتحدة. لعب مع بورت فايل.